# Carl Friedel
Carl Friedel (Taufname: Carl Paul Gotthard Eduard Johannes) (* 13. Oktober 1862 Rittergut Dahrau bei Wohlau/Schlesien; † 26. Oktober 1931 im Hamm) war Polizeidirektor in Hamm.

## Leben
Carl Friedel studierte nach dem Abitur im Jahre 1884 in Lissa an der Technischen Hochschule Charlottenburg und Rechtswissenschaften an der Universität Breslau. Er leistete seinen Militärdienst als Einjährig-Freiwilliger beim Grenadier-Regiment „König Friedrich III.“. 1893 war Friedel Gerichtsreferendar beim Oberlandesgericht Breslau und wechselte 1895 in die Polizeiverwaltung Breslau. Am 14. Juli 1900 zum Polizei-Assessor ernannt, kam im folgenden Monat die Versetzung zum Polizeipräsidium Köln. Nach seiner Versetzung zum Polizeipräsidium Charlottenburg am Jahresbeginn 1903 erhielt er seine Ernennungsurkunde zum Polizeirat im April 1906. Er leistete seit Beginn des Ersten Weltkriegs  Kriegsdienst und wurde sowohl an der Front als auch bei Zivilbehörden in den besetzten Gebieten eingesetzt. Vom Jahresbeginn 1918 bis Februar 1919 im Kriegswucheramt tätig, kam er zum Polizeipräsidium Berlin zurück und erhielt im März 1923 die Abordnungsverfügung zum Polizeipräsidenten Recklinghausen. Am 2. Mai 1923 von der Besatzungsbehörde verhaftet, verurteilte ihn das Kriegsgericht in Stade am 25. Mai 1923 zu einer Gefängnisstrafe von einem Jahr. Grund hierfür war die Tatsache, dass Friedel eine Liste von Polizeibeamten nicht eingereicht hatte. Er wurde vorzeitig entlassen und im Januar 1924 an das Polizeipräsidium Berlin zurückbeordert. Im April 1927 wurde ihm als Regierungsrat die Leitung der staatlichen Polizeiverwaltung Hamm übertragen. Am 1. Oktober 1927 erhielt er die Ernennungsurkunde zum  Polizeidirektor und blieb bis zu seiner Versetzung in den Ruhestand zum 1. April 1928 in diesem Amt.